# Claus Bræstrup
Claus Tycho Bræstrup (født 18. januar 1945 i København, død 7. februar 2023) var en fremtrædende dansk biokemiker og erhvervsleder. Han var søn af Agnete Bræstrup.
Claus Bræstrup var uddannet kemiingeniør fra Ingeniørakademiet i 1967, cand.scient. i biokemi fra Københavns Universitet i 1971 og dr.med. samme sted i 1980.
Han blev kendt for sin banebrydende forskning i benzodiazepinreceptorer, hvilket førte til udviklingen af vigtige lægemidler som Stesolid. Bræstrup havde ledende roller i Ferrosan, Novo Nordisk og Schering AG, før han i 1998 blev forskningsdirektør og senere administrerende direktør for H. Lundbeck A/S frem til 2008. 
Efter sin tid hos Lundbeck var han aktiv i bioteksektoren som bestyrelsesmedlem og medstifter af flere virksomheder, herunder i Bavarian Nordic, Nordic Biotech, Saniona, Symbion Fonden samt Maxygen. Han var medlem af Det Kongelige Danske Videnskabernes Selskab og adjungeret professor ved Københavns Universitet.
Claus Bræstrup var adjungeret professor i neurovidenskab ved Københavns Universitet fra 1988 til 1993. Fra 1984 var han medlem af Det Kongelige Danske Videnskabernes Selskab.
Claus Bræstrup er begravet på Sorgenfri Kirkegård.